# 1037 w literaturze
Wydarzenia literackie w 1037 roku.

## Urodzili się
- 8 stycznia - Su Shi, chiński poeta (zm. 1101)

## Zmarli
- data nieznana - Awicenna, perski filozof (ur. 980)